# Tabivere
Tabivere (deutsch: Tabbifer) (1582 Tabrafer, Tabberfer, 1627 Tabifehr, 1638 Tabaferre kylla, 1684 Tappifer) ist eine kleine Stadt im Kreis Tartu in Estland mit 878 Einwohnern (Stand 1. Januar 2020). Bis zur
Verwaltungsreform der estnischen Kommunalverwaltungen 2017 war es Hauptort einer Landgemeinde im Kreis Jõgeva mit einer Fläche von 201 km² und 2454 Einwohnern (Stand: 1. Januar 2010).
Neben dem Hauptort Tabivere umfasste die Gemeinde die Dörfer Elistvere (deutsch: Ellistfer), Juula, Kaiavere, Kaitsemõisa, Kassema, Koogi, Kõduküla, Kõnnujõe, Kõrenduse, Kärksi, Lilu, Maarja, Õvanurme, Otslava, Pataste, Raigastvere, Reinu, Sepa, Sortsi, Tormi, Uhmardu, Vahi, Valgma und Voldi.
Tabivere wurde erstmals 1585 als Tarbafer urkundlich erwähnt. Es liegt an den Ufern der Seen Saadjärv, Raigastjärv und Soitsjärv. Die Landschaft ist von Wäldern geprägt.
Der Bahnhof Tabivere liegt an der Bahnstrecke Tapa–Tartu. Das hölzerne Bahnhofsgebäude wurde 1877 errichtet.
Das Tabivere Museum zeigt das kulturelle Erbe der Region Tabivere. Es ist in einem 1858 errichteten Nebengebäude des Guts Tabbifer untergebracht. Die Holländerwindmühle des Guts stammt aus der Mitte des 19. Jahrhunderts.

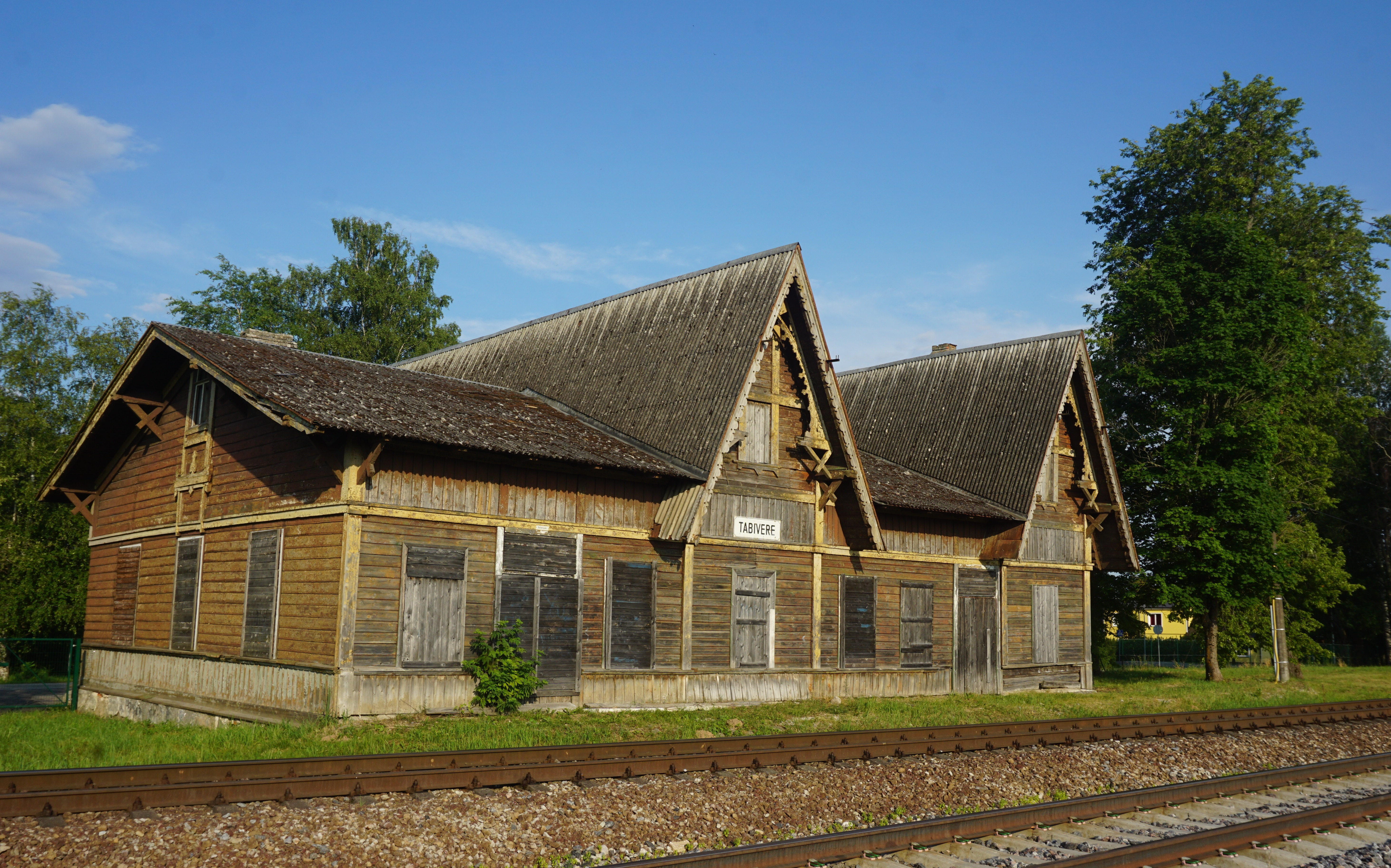
Bahnhof Tabivere
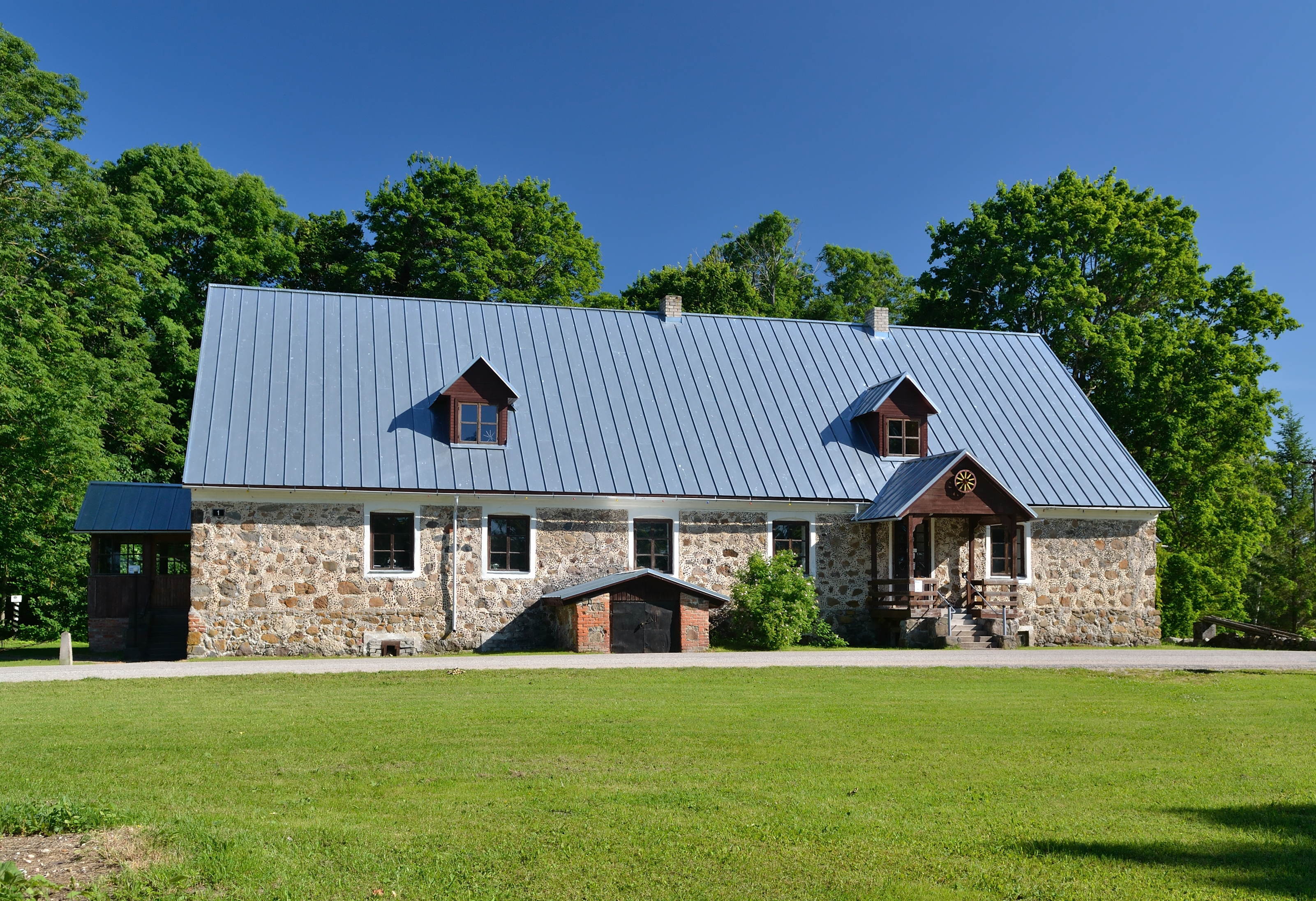
Tabivere Museum
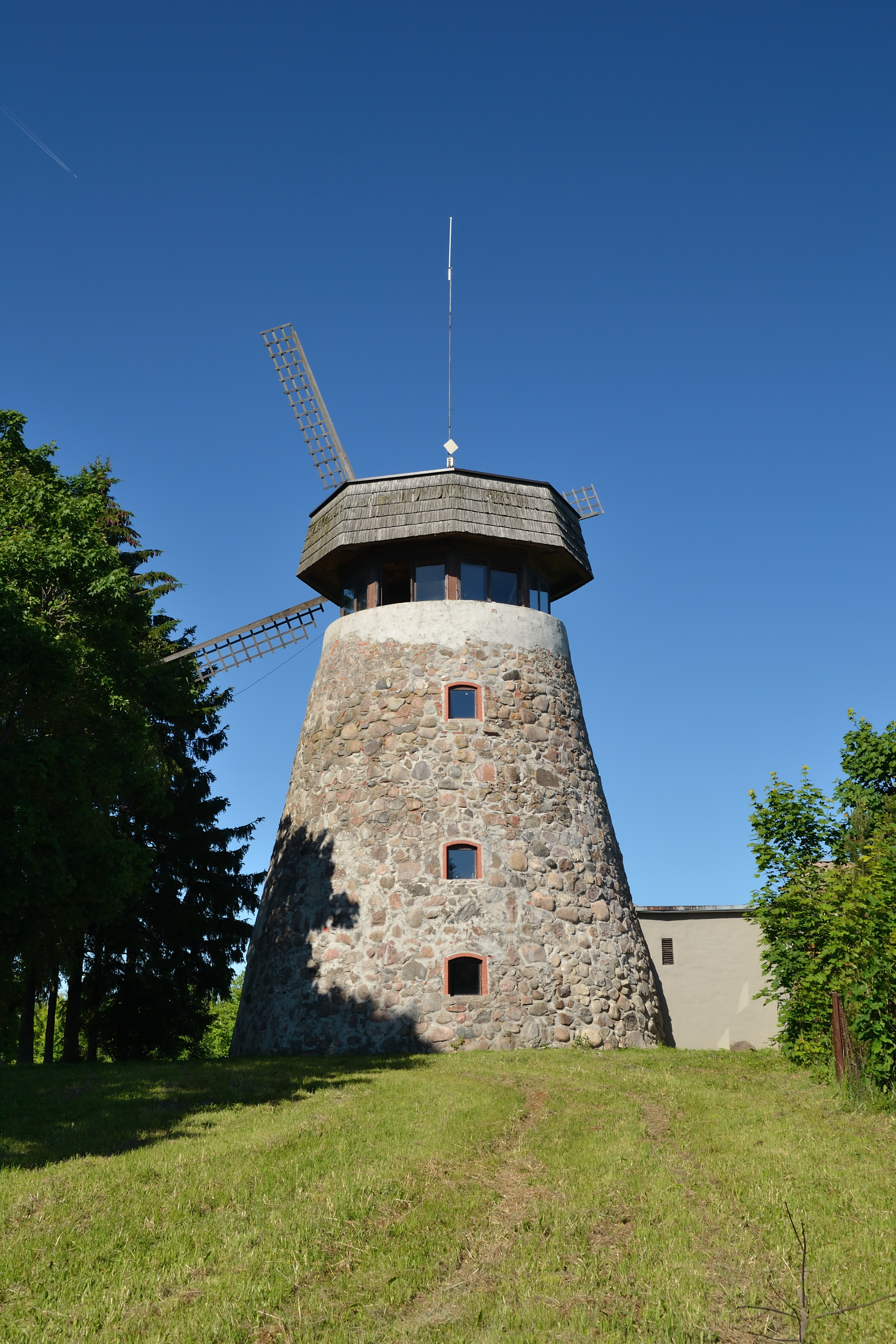
Windmühle